# Tacora
Tacora (ajmara: taqura, keczua: tacuri – niepokój, zagrożenie) – stratowulkan położony w Chilijskich Andach w regionie Arica y Parinacota, blisko granicy z Peru. Ma wysokość 5 980 m n.p.m. a wybitność szczytu wynosi 1 721 m.
Tacora to najbardziej wysunięty na północ wulkan w Chile. Znajduje się on 35 km na północ od miasta Visviri i około 170 km na północny wschód od Arici. Nieopodal niego leży jego „brat bliźniak” Chupiquińa, który znajduje się w całości w sąsiednim Peru, pomiędzy wulkanami przebiega granica. Od wysokości ok. 5500 m n.p.m. jest on pokryty śniegiem i lodem. Krater wulkanu znajduje się na północno-zachodnim zboczu, około 300 metrów poniżej szczytu. Między Tacora, sąsiednim Chupiquińa znajdują się złoża siarki, na co wskazuje obecność gorących źródeł. Wraz ze złożami znajdują się opuszczone kopalnie. Tacara i inne okoliczne wulkany są obiektem wierzeń miejscowej ludności. Obecnie Tacora jest wygasły. Według niemieckiego badacza Hantke miały miejsce erupcje wulkanu w 1930 i 1937. Pierwszego wejścia na szczyt dokonał niemiecki geolog, meteorolog, alpinista, narciarz i pisarz Henry Hoek. Dokonał tego w 1904 roku. Opisał to miejsce i prawdopodobnie był pierwszym narciarzem, który zjechał po stokach Tacora.